# Tjaco van der Weerd
Tjaco van der Weerd (Morawaka, 17 maart 1990) is een Nederlands organist en pianist van Sri Lankaanse afkomst.

## Biografie

### Jeugd
Van der Weerd werd in 1990 geboren in Sri Lanka als Udara Kumara. Nog in datzelfde jaar werd hij samen met zijn drie jaar oudere zus door een gezin uit Kampen geadopteerd. Op zijn vierde kreeg hij zijn adoptienaam Tjaco van der Weerd. Hij werd geboren met een oogafwijking waardoor hij steeds slechter kon zien. Toen hij zeven jaar oud was werd hij volledig blind.

### Studies
Van der Weerd had op jonge leeftijd al interesse in kerkmuziek. Toen hij negen jaar was kreeg hij van Hans Bos muziekles op de plaatselijke muziekschool in Kampen. Na het behalen van zijn pianodiploma A met cum laude stapte hij over naar het orgel. Hij nam in 2002 orgelles bij John Propitius en studeerde vanaf 2005 muziektheorie bij Jasper Stam. Hij volgde in 2007 masterclasses bij de eveneens blinde organist Paul Houdijk waar hij gesproken bladmuziek leerde. Vanaf die zelfde tijd studeerde hij improvisatie in Franse romantiek en het moderne genre bij de Woerdense organist Geerten Liefting. In 2013 volgde hij een masterclass bij de Duitse componist Wolfgang Seifen in Kevelaer. In 2011 studeerde hij orgel bij Ab Weegenaar in Kampen en in 2015 piano bij Vesna Dimcevska in Deventer.

## Loopbaan
Van der Weerd richtte in 2010 zijn eigen platenmaatschappij "Kumara Music" op, vernoemd naar zijn geboortenaam. Onder dit platenlabel bracht hij verscheidene cd's uit. In 2011 deed hij mee aan het tv-programma Onder Wibi’s vleugels en nam in datzelfde jaar deel aan het Feike Asma-concours bij Johannus Orgelbouw te Ede. In 2014 won hij de derde prijs van het Nationaal Improvisatieconcours in Elburg. Het jaar daarop won hij de eerste prijs.
Van der Weerd werd in 2013 benoemd tot organist van de Hervormde kerk in Zwartsluis. Hij bespeelt hier het Rudolph Knol-orgel uit 1797. Ook bespeelt hij de Van Vulpen-orgels aan de protestantse kerk Open Hof in Kampen en de Gereformeerde Kerk van Genemuiden. Daarnaast is hij invalorganist van de Gereformeerde Goede Herderkerk in Oldebroek, de Nederlands Gereformeerde Kerk in Zwolle en de Gereformeerde Kerk Vrijgemaakt De Levensbron in Rouveen.
Van der Weerd geeft regelmatig orgelconcerten in zowel in het binnen- als in het buitenland. Zijn eerste concert gaf hij op twaalfjarige leeftijd in maart 2003 op het Garrels-orgel in de Nieuwe Kerk van Maassluis. Hij concerteerde in landen als Duitsland, België, Luxemburg, Frankrijk, Engeland, Zwitserland, Roemenië en in zijn geboorteland Sri-Lanka. Daarnaast bracht hij ook zes cd's uit met orgelmuziek met samenzang. Deze werden onder meer opgenomen in de Bovenkerk in Kampen, Evangelisch Lutherse Kerk in Den Haag, de Evangelische Saint François-eglise in Lausanne en de St. Peter und Paul Kirche in Wiltz.

## Discografie
- À l’improviste 1
- À l’improviste 2
- The art of French organ improvisation
- Tjaco van der Weerd improviseert over de Psalmen[6]
- Veni, veni, Emmanuël
- Zijn naam moet eeuwig eer ontvangen…
- Looft, looft den Heer’ gestadig
- Psalmzang vanuit de Grote Kerk te Tholen
- Zwartsluis Zingt